# Роберт Кристан
Роберт Кристан (словен. Robert Kristan; рођен 4. априла 1983. у Јесеницама, СР Словенија) професионални је словеначки хокејаш на леду који игра на позицији голмана.
Професионалну играчку каријеру започео је у редовима ХК Акронија из Јесеница за које је са прекидима наступао од 2000. до 2008. године. У сезони 2002/03. бранио је за екипу ХДД ЗМ Олимпије. У два наврата наступао је и у Шведској лиги, прво у сезони 2006/07. када је играо за клуб Брунес из Јевлеа за који је одиграо 33 утакмице, а потом и за друголигашки клуб ИК Мора у сезони 2008/09. Од 2009. до 2013. наступао је за загребачки Медвешчак у којем је био најплаћенији играч (ЕБЕЛ лига).
Од сезоне 2013/14. наступа у Словачкој екстралиги у редовима ХК Нитра из Тренчина.
За сениорску репрезентацију Словеније дебитовао је на Светском првенству 2002. и од тада је редован у акцијама националног тима. Део је олимпијског тима Словеније на Зимским олимпијским играма 2014. у Сочију.

## Признања и титуле
- Наслов државног првака Словеније у сезонама 2002/03, 2004/05, 2005/06, 2007/08.
- Најбољи голман светског првенства за играче до 18 година, Дивизија II
- Најбољи голман светског првенства за играче до 20 година, Дивизија II
- Најбољи голман Интерлиге у сезони 2004/05
- Најкориснији играч у плејофу словеначке лиге у сезони 2007/08